# Areva trigemmis
Areva trigemmis är en fjärilsart som beskrevs av Jacob Hübner 1827. Areva trigemmis ingår i släktet Areva och familjen björnspinnare. Inga underarter finns listade i Catalogue of Life.